# FA Cup 1919/20
Der FA Cup 1919/20 war die 45. Austragung des The Football Association Challenge Cup (meist als FA Cup bekannt).
Der Pokalwettbewerb startete mit der Qualifikation zwischen dem 13. September 1919 und dem 30. Dezember 1919. Die Hauptrunde begann anschließend ab dem 10. Januar 1920 und endete mit dem Finale an der Stamford Bridge in London am 24. April 1920 vor einer Kulisse von offiziell 50.018 Zuschauern. Sieger des Wettbewerbs wurde zum sechsten Mal Aston Villa. Unterlegener Finalist war Huddersfield Town.

## Wettbewerb

### Erste Hauptrunde
| Datum           |                       | Ergebnis |                         |
| --------------- | --------------------- | -------- | ----------------------- |
| 10. Januar 1920 | FC Arsenal            | 4:2      | AFC Rochdale            |
| 10. Januar 1920 | Aston Villa           | 2:1      | Queens Park Rangers     |
| 10. Januar 1920 | Birmingham City       | 2:0      | FC Everton              |
| 10. Januar 1920 | Blackburn Rovers      | 2:2      | Wolverhampton Wanderers |
| 10. Januar 1920 | FC Blackpool          | 0:0      | Derby County            |
| 10. Januar 1920 | Bolton Wanderers      | 0:1      | FC Chelsea              |
| 10. Januar 1920 | Bradford Park Avenue  | 3:0      | Nottingham Forest       |
| 10. Januar 1920 | Bristol Rovers        | 1:4      | Tottenham Hotspur       |
| 10. Januar 1920 | FC Bury               | 2:0      | FC Stoke                |
| 10. Januar 1920 | Cardiff City          | 2:0      | Oldham Athletic         |
| 10. Januar 1920 | Castleford Town       | 2:0      | Hednesford Town         |
| 10. Januar 1920 | FC Fulham             | 1:2      | Swindon Town            |
| 10. Januar 1920 | Grimsby Town          | 1:2      | Bristol City            |
| 10. Januar 1920 | Huddersfield Town     | 5:1      | FC Brentford            |
| 10. Januar 1920 | Luton Town            | 2:2      | Coventry City           |
| 10. Januar 1920 | Manchester City       | 4:1      | Clapton Orient          |
| 10. Januar 1920 | Newcastle United      | 2:0      | Crystal Palace          |
| 10. Januar 1920 | AFC Newport County    | 0:0      | Leicester City          |
| 10. Januar 1920 | Notts County          | 2:0      | FC Millwall             |
| 10. Januar 1920 | Plymouth Argyle       | 2:0      | FC Reading              |
| 10. Januar 1920 | Port Vale             | 0:1      | Manchester United       |
| 10. Januar 1920 | Preston North End     | 3:1      | Stockport County        |
| 10. Januar 1920 | Sheffield United      | 3:0      | Southend United         |
| 10. Januar 1920 | FC South Shields      | 1:1      | FC Liverpool            |
| 10. Januar 1920 | FC Southampton        | 0:0      | West Ham United         |
| 10. Januar 1920 | Thornycrofts Woolston | 0:0      | Burnley                 |
| 10. Januar 1920 | West Bromwich Albion  | 0:1      | FC Barnsley             |
| 14. Januar 1920 | FC Darlington         | 0:0      | The Wednesday           |
| 14. Januar 1920 | FC Middlesbrough      | 4:1      | Lincoln City            |
| 14. Januar 1920 | AFC Sunderland        | 6:2      | Hull City               |
| 17. Januar 1920 | Bradford City         | 2:0      | FC Portsmouth           |
| 17. Januar 1920 | FC West Stanley       | 3:1      | FC Gillingham           |

#### Wiederholungsspiele
| Datum           |                         | Ergebnis |                       |
| --------------- | ----------------------- | -------- | --------------------- |
| 13. Januar 1920 | FC Burnley              | 5:0      | Thornycrofts Woolston |
| 14. Januar 1920 | Derby County            | 1:4      | FC Blackpool          |
| 14. Januar 1920 | FC Liverpool            | 2:0      | FC South Shields      |
| 15. Januar 1920 | Coventry City           | 0:1      | Luton Town            |
| 15. Januar 1920 | Leicester City          | 2:0      | AFC Newport County    |
| 15. Januar 1920 | West Ham United         | 3:1      | FC Southampton        |
| 15. Januar 1920 | Wolverhampton Wanderers | 1:0      | Blackburn Rovers      |
| 19. Januar 1920 | The Wednesday           | 0:2      | FC Darlington         |

### Zweite Hauptrunde
| Datum           |                         | Ergebnis |                   |
| --------------- | ----------------------- | -------- | ----------------- |
| 31. Januar 1920 | Birmingham City         | 4:0      | FC Darlington     |
| 31. Januar 1920 | Bradford City           | 2:1      | Sheffield United  |
| 31. Januar 1920 | Bradford Park Avenue    | 3:2      | Castleford Town   |
| 31. Januar 1920 | Bristol City            | 1:0      | FC Arsenal        |
| 31. Januar 1920 | FC Burnley              | 1:1      | AFC Sunderland    |
| 31. Januar 1920 | FC Chelsea              | 4:0      | Swindon Town      |
| 31. Januar 1920 | Leicester City          | 3:0      | Manchester City   |
| 31. Januar 1920 | Luton Town              | 0:2      | FC Liverpool      |
| 31. Januar 1920 | Manchester United       | 1:2      | Aston Villa       |
| 31. Januar 1920 | Newcastle United        | 0:1      | Huddersfield Town |
| 31. Januar 1920 | Notts County            | 1:0      | FC Middlesbrough  |
| 31. Januar 1920 | Plymouth Argyle         | 4:1      | FC Barnsley       |
| 31. Januar 1920 | Preston North End       | 2:1      | FC Blackpool      |
| 31. Januar 1920 | Tottenham Hotspur       | 4:0      | FC West Stanley   |
| 31. Januar 1920 | West Ham United         | 6:0      | FC Bury           |
| 31. Januar 1920 | Wolverhampton Wanderers | 1:2      | Cardiff City      |

#### Wiederholungsspiel
| Datum           |                | Ergebnis |            |
| --------------- | -------------- | -------- | ---------- |
| 4. Februar 1920 | AFC Sunderland | 2:0      | FC Burnley |

### Dritte Hauptrunde
| Datum            |                   | Ergebnis |                      |
| ---------------- | ----------------- | -------- | -------------------- |
| 21. Februar 1920 | Aston Villa       | 1:0      | AFC Sunderland       |
| 21. Februar 1920 | Bristol City      | 2:1      | Cardiff City         |
| 21. Februar 1920 | FC Chelsea        | 3:0      | Leicester City       |
| 21. Februar 1920 | Huddersfield Town | 3:1      | Plymouth Argyle      |
| 21. Februar 1920 | FC Liverpool      | 2:0      | Birmingham City      |
| 21. Februar 1920 | Notts County      | 3:4      | Bradford Park Avenue |
| 21. Februar 1920 | Preston North End | 0:3      | Bradford City        |
| 21. Februar 1920 | Tottenham Hotspur | 3:0      | West Ham United      |

### Vierte Hauptrunde
| Datum        |                   | Ergebnis |                      |
| ------------ | ----------------- | -------- | -------------------- |
| 6. März 1920 | Bristol City      | 2:0      | Bradford City        |
| 6. März 1920 | FC Chelsea        | 4:1      | Bradford Park Avenue |
| 6. März 1920 | Huddersfield Town | 2:1      | FC Liverpool         |
| 6. März 1920 | Tottenham Hotspur | 0:1      | Aston Villa          |

### Halbfinale
Die beiden Spiele wurden am 27. März 1920 ausgetragen.
|                   | Ergebnis |              | Ort       |
| ----------------- | -------- | ------------ | --------- |
| Aston Villa       | 3:1      | FC Chelsea   | Sheffield |
| Huddersfield Town | 2:0      | Bristol City | London    |

### Finale
| Aston Villa                                         | Aston Villa | Huddersfield Town | Huddersfield Town |
| --------------------------------------------------- | --- | --- | ----------------- |
| Aston Villa                                         | \| Finale \| \| Samstag, 24. April 1920 in London (Stamford Bridge) \| \| Ergebnis: 1:0 n. V. \| \| Zuschauer: 50.018 \| \| Schiedsrichter: Jack Howcroft \| \| Spielbericht \|        | \| Finale \| \| Samstag, 24. April 1920 in London (Stamford Bridge) \| \| Ergebnis: 1:0 n. V. \| \| Zuschauer: 50.018 \| \| Schiedsrichter: Jack Howcroft \| \| Spielbericht \|    | Huddersfield Town |
| Aston Villa                                         | Sam Hardy – Tommy Smart, Tommy Weston – Andy Ducat, Frank Barson, Frank Moss – Charlie Wallace, Billy Kirton, Billy Walker, Clem Stephenson, Arthur Dorrell Cheftrainer: George Ramsay | Sandy Mutch – James Wood, Fred Bullock – Charlie Slade, Tom Wilson, Billy Watson – George Richardson, Frank Mann, Sam Taylor, Jack Swann, Ernie Islip Cheftrainer: Ambrose Langley | Huddersfield Town |
| Aston Villa                                         | 1:0 Billy Kirton (110.) | | Huddersfield Town |
| Finale                                              | | |                   |
| Samstag, 24. April 1920 in London (Stamford Bridge) | | |                   |
| Ergebnis: 1:0 n. V.                                 | | |                   |
| Zuschauer: 50.018                                   | | |                   |
| Schiedsrichter: Jack Howcroft                       | | |                   |
| Spielbericht                                        | | |                   |